# Muzeum Jindřicha Jindřicha
Muzeum Jindřicha Jindřicha v západočeských Domažlicích je součástí Muzea Chodska. V klasicistní budově na adrese Husova třída 61 se nachází hned dvě sbírkotvorné instituce, které byly znovu zpřístupněny na jaře roku 2016 po celkové rekonstrukci objektu. Jedná se o Muzeum Jindřicha Jindřicha a Galerii bratří Špillarů. Národopisec, hudební skladatel a sběratel Jindřich Jindřich se zasloužil o uchování chodských tradic a lidové písňové tvorby. Mezi jeho interprety patřila například slavná česká zpěvačka Ema Destinnová.